# Daewoo USAS-12
La Daewoo USAS-12 (Universal Sporting Automatic Shotgun 12 gauge, traduït literalment de l'anglès com a: Escopeta Automàtica Universal Esportiva de calibre 12), és una escopeta automàtica, designada com a escopeta de combat, produïda per Daewoo i S&T Motiv, durant 1980.

## Disseny
La USAS-12 és una escopeta operada per gas, i amb un selector de foc, dissenyada per tenir una gran potència de foc en espais de combat reduïts, amb uns carregadors de 10 i 20 cartutxos. Tots dos tipus de carregadors tenen la part posterior feta de polímer per poder veure exactament quantes bales queden a dins del carregador. Té una distància operativa d'uns 40 metres.

## Història
La història de la USAS-12 es remunta a la dècada de 1980. Es va inspirar en els dissenys de les armes de Maxwell Atchisson. Es va veure que l'únic mercat on es podia vendre bé aquesta arma era Corea del Sud, i es va encarregada a la companyia Daewoo, que comencés a produir aquestes escopetes. A mitjans de 1990, es va veure que la USAS-12, es venia bastant bé en algunes zones d'Àsia, i es van construir al voltant d'unes 30.000 unitats.
Durant alguns temps de pau, Gilbert Equipment Co., va provar de vendre versions de la USAS-12 en forma semiautomàtica als EUA, encara que es va veure que no tenia sortida, i es va començar a considerar un com un objecte destructiu, sota el control d'armes dels EUA.

## Usuaris
- Colòmbia[4]
- República Dominicana
- Corea del Sud[5]